# Schallplattenbar
Schallplattenbar ist eine ehemalige Hörfunksendung, die von 2003 bis 2017 im Programm von WDR 4 gesendet wurde. Erfinder und Moderator der Sendung war Andreas Herkendell. Neben ihm präsentierten die Moderatoren Angelika Nehm, Anne Suchalla und Horst Senker das Programm.

## Geschichte
Die erste Sendung wurde am 22. März 2003 ausgestrahlt. Die Sendung begann seitdem mit der Stimme von Egon Hoegen („Hier ist der Westdeutsche Rundfunk mit seinem 4. Programm.“) und dem Schlager „Komm‘ mit…“, eine Aufnahme aus dem Jahr 1963 mit dem Sänger Günter Hapke. Die Schallplattenbar war die Nachfolgesendung der Sendung „Auf den Flügeln bunter Träume“, die zuvor mittwochs abends zwischen 20:05 Uhr und 21:00 Uhr zu hören war. Die Schallplattenbar war zunächst samstags zwischen 15:05 und 17:00 Uhr zu empfangen. Vom 7. Januar 2007 bis zum 7. Mai 2017 wurde die Sendung am Sonntagabend zwischen 19:05 und 21:00 Uhr ausgestrahlt.

## Live-Sendungen
Von der Vorläufer-Sendung wurde die Idee übernommen, öffentliche Veranstaltungen zu gestalten und zu übertragen. Die öffentlichen Veranstaltungen wurden wieder eingestellt. Zwischen 2001 und 2008 traten, meist im Kleinen Sendesaal des WDR in Köln, auf:
- 14. Februar 2001: Angèle Durand, Wolfgang Sauer
- 20. Februar 2002: Hazy Osterwald
- 16. Oktober 2002: Marion Maerz
- 19. Februar 2003: Ted Herold[1].
- 15. November 2003: Bibi Johns
- 11. Februar 2004: Marianne Rosenberg
- 20. November 2004: Ralf Bendix
- 28. Mai 2005: Margot Eskens, Fred Bertelmann, Teddy Parker
- 30. Oktober 2005: Julia Axen, Gus Backus, Peter Beil
- 23. September 2006: Lys Assia, Volkmar Böhm, Sven Jenssen
- 3. März 2007: Greetje Kauffeld, Chris Howland, Bill Ramsey
- 23. September 2007: Graham Bonney, Michael Holm, Mal Sondock
- 23. Februar 2008: Siw Malmkvist, Hans Blum, Christian Bruhn
- 30. August 2008: Roberto Blanco[2]

## Sendeinhalt
Zum Inhalt der Studio-Sendung gehörte vorrangig die deutschsprachige Unterhaltungsmusik, die vor mehr als 30 Jahren veröffentlicht wurde. Neben der Erfüllung von Hörerwünschen wurde aus Anlass von Geburtstagen auf das Schaffen von Sängern, Komponisten und Textautoren eingegangen. Auch Todesnachrichten zu bekannten Künstlern und Interpreten wurden hier gemeldet und mit einem oder mehreren Musikbeiträgen an sie erinnert. Eine lange Tradition hatte die Dokumentation ausgewählter Langspielplatten, die komplett in der Sendung gespielt wurden. Besondere Beachtung fanden u. a. die Darstellungen zu Marion Maerz singt Burt Bacharach – Seite eins, zu Roy Black oder zur LP „5 Jahre Internationales Schlagerfestival der Ostseeländer“. Diese Dokumentierungen dienten ebenso der Aufarbeitung der deutschen Schlagergeschichte wie die seit 2007 ausgestrahlten, vom ostdeutschen Plattenlabel Amiga herausgebrachten Werbeplatten „Die klingende Monatsschau“.

## CD zur Sendung
Unter der Dachmarke „Schallplattenbar“ sind  zwei CDs erschienen: „Sonne, Süden, Amore“ und „Bella Musica“. Beide Tonträger fassen „Stars und Hits aus Italien“ zusammen.